# Partecipanti alla Univé Ronde van Drenthe 2009
Elenco delle partecipanti al Univé Ronde van Drenthe 2009.
Alla competizione hanno preso parte 22 squadre, per un totale di 128 cicliste. Germania, USA, Paesi Bassi, Italia e Regno Unito hanno partecipato con una rappresentativa nazionale. 79 atlete hanno concluso la gara, 47 si sono ritirate durante la corsa e due, Giulia Lazzerini e Katie Colclough, non sono partite.

## Corridori per squadra
Nota: R ritirato, NP non partito, FT fuori tempo.
| Team Columbia Women            | Team Columbia Women            | Team Columbia Women            | Red Sun Cycling Team              | Red Sun Cycling Team              | Red Sun Cycling Team              | Nazionale tedesca      | Nazionale tedesca      | Nazionale tedesca      |
| ------------------------------ | ------------------------------ | ------------------------------ | --------------------------------- | --------------------------------- | --------------------------------- | ---------------------- | ---------------------- | ---------------------- |
| 1                              | Chantal Beltman                | 44º                            | 81                                | Emma Johansson                    | 1º                                | 161                    | Stephanie Degle        | R                      |
| 2                              | Katherine Bates                | R                              | 82                                | Moniek Rotmensen                  | 61º                               | 162                    | Jana Schemmer          | R                      |
| 3                              | Ellen van Dijk                 | 40º                            | 83                                | Elise van Hage                    | R                                 | 163                    | Denise Zuckermandel    | 21º                    |
| 4                              | Ina-Yoko Teutenberg            | 7º                             | 84                                | Inge Klep                         | 51º                               | 164                    | Laura Dittman          | R                      |
| 5                              | Linda Villumsen                | 67º                            | 85                                | Mascha Pijnenborg                 | 23º                               | 165                    | -                      |                        |
| 6                              | Kimberly Anderson              | 41º                            | 86                                | Anne Arnouts                      | 52º                               | 166                    | -                      |                        |
| Cervélo TestTeam Women         | Cervélo TestTeam Women         | Cervélo TestTeam Women         | Lotto-Belisol Ladiesteam          | Lotto-Belisol Ladiesteam          | Lotto-Belisol Ladiesteam          | Nazionale italiana     | Nazionale italiana     | Nazionale italiana     |
| 11                             | Sandra Dietl                   | 78º                            | 91                                | Grace Verbeke                     | 5º                                | 171                    | Monia Baccaille        | 39º                    |
| 12                             | Patricia Schwager              | 69º                            | 92                                | Emma Silversides                  | 50º                               | 172                    | Giorgia Bronzini       | 14º                    |
| 13                             | Lieselot Decroix               | R                              | 93                                | Rochelle Gilmore                  | 12º                               | 173                    | Alessandra Borchi      | 46º                    |
| 14                             | Sarah Düster                   | 4º                             | 94                                | Vera Koedooder                    | R                                 | 174                    | Barbara Guarischi      | R                      |
| 15                             | Christiane Soeder              | 32º                            | 95                                | Emma Mackie                       | R                                 | 175                    | Valentina Scandolara   | R                      |
| 16                             | Kirsten Wild                   | 10º                            | 96                                | Elizabeth Armitstead              | R                                 | 176                    | Marta Tagliaferro      | 49º                    |
| DSB Bank-LTO                   | DSB Bank-LTO                   | DSB Bank-LTO                   | Fenixs                            | Fenixs                            | Fenixs                            | Nazionale statunitense | Nazionale statunitense | Nazionale statunitense |
| 21                             | Annemiek van Vleuten           | 38º                            | 101                               | Karin Aune                        | 47º                               | 181                    | Lea Davison            | 74º                    |
| 22                             | Liesbeth de Vocht              | 77º                            | 102                               | Corine Hierckens                  | R                                 | 182                    | Alley Stacher          | 63º                    |
| 23                             | Bertine Spijkerman             | R                              | 103                               | Suzie Godart                      | R                                 | 183                    | Janel Hollcomb         | 65º                    |
| 24                             | Angela Brodtka                 | 42º                            | 104                               | Catherine Hare Willianson         | 18º                               | 184                    | Amber Rais             | R                      |
| 25                             | Adrie Visser                   | 43º                            | 105                               | -                                 |                                   | 185                    | Kacey Manderfield      | 29º                    |
| 26                             | Marianne Vos                   | 8º                             | 106                               | Alice Marmorini                   | 64º                               | 186                    | Kristin Sanders        | R                      |
| Equipe Nürnberger Versicherung | Equipe Nürnberger Versicherung | Equipe Nürnberger Versicherung | Leontien.nl                       | Leontien.nl                       | Leontien.nl                       | Nazionale britannica   | Nazionale britannica   | Nazionale britannica   |
| 31                             | Suzanne de Goede               | 15º                            | 111                               | Chantal Blaak                     | 3º                                | 191                    | Lucy Martin            | 45º                    |
| 32                             | Charlotte Becker               | 73º                            | 112                               | Andrea Bosman                     | 13º                               | 192                    | Alexandra Greenfield   | 19º                    |
| 33                             | Eva Lutz                       | 6º                             | 113                               | Monique Van de Ree                | R                                 | 193                    | Katie Colclough        | NP                     |
| 34                             | Amber Neben                    | 71º                            | 114                               | Marit Huisman                     | 76º                               | 194                    | Jessica Allen          | R                      |
| 35                             | Regina Schleicher              | 33º                            | 115                               | Lucinda Brand                     | 20º                               | 195                    | Joanna Rowsell         | R                      |
| 36                             | Trixi Worrack                  | 26º                            | 116                               | Irene van den Broek               | 31º                               | 196                    | -                      |                        |
| Bigla Cycling Team             | Bigla Cycling Team             | Bigla Cycling Team             | SC Michela Fanini-Record-Rox      | SC Michela Fanini-Record-Rox      | SC Michela Fanini-Record-Rox      | Team CMax-Dilà         | Team CMax-Dilà         | Team CMax-Dilà         |
| 41                             | Modesta Vžesniauskaitė         | 35º                            | 121                               | Alessia Quarta                    | R                                 | 201                    | Arien Torsius          | R                      |
| 42                             | Noemi Cantele                  | 27º                            | 122                               | Rosane Kirch                      | R                                 | 202                    | Marta Vilajosana       | 56º                    |
| 43                             | Veronica Andreasson            | 28º                            | 123                               | Flavia Oliveira                   | 54º                               | 203                    | Silvia Tirado Marquez  | R                      |
| 44                             | Nicole Brändli                 | 68º                            | 124                               | Carmen McNellis                   | 59º                               | 204                    | Odette Bertolin        | R                      |
| 45                             | Karin Thürig                   | R                              | 125                               | Carly Hibberd                     | R                                 | 205                    | Alice Donadoni         | R                      |
| 46                             | Jennifer Hohl                  | 34º                            | 126                               | Giulia Lazzerini                  | NP                                | 206                    | Francesca Faustini     | 48º                    |
| Selle Italia-Ghezzi            | Selle Italia-Ghezzi            | Selle Italia-Ghezzi            | Top Girls Fassa Bortolo-Raxy Line | Top Girls Fassa Bortolo-Raxy Line | Top Girls Fassa Bortolo-Raxy Line | Nazionale olandese     | Nazionale olandese     | Nazionale olandese     |
| 51                             | Giada Borgato                  | 25º                            | 131                               | Valentina Carretta                | 57º                               | 211                    | Sissy van Alebeek      | R                      |
| 52                             | Kaytee Boyd                    | 36º                            | 132                               | Chiara Rozzini                    | R                                 | 212                    | Hannah Welter          | R                      |
| 53                             | Laura Bozzolo                  | R                              | 133                               | Alessandra D'Ettorre              | 16º                               | 213                    | Anne Eversdijk         | 58º                    |
| 54                             | Martine Bras                   | 9º                             | 134                               | Jennifer Fiori                    | R                                 | 214                    | Sharon Van Essen       | 66º                    |
| 55                             | Oxana Kozonchuk                | 24º                            | 135                               | Maddalena Dinato                  | R                                 | 215                    | Roxane Knetemann       | 55º                    |
| 56                             | Luisa Tamanini                 | R                              | 136                               | Serena Danesi                     | R                                 | 216                    | Judith Helmink         | R                      |
| Gauss-RDZ-Ormu-Colnago         | Gauss-RDZ-Ormu-Colnago         | Gauss-RDZ-Ormu-Colnago         | Bizkaia-Durango                   | Bizkaia-Durango                   | Bizkaia-Durango                   |                        |                        |                        |
| 61                             | Тat'jana Аntošina              | 22º                            | 141                               | Cristina Alcalde Huertanos        | R                                 |                        |                        |                        |
| 62                             | Tania Belvederesi              | 17º                            | 142                               | Mireia Epelde Bikendi             | R                                 |                        |                        |                        |
| 63                             | Martina Corazza                | 79º                            | 143                               | Catrine Josefsson                 | 53º                               |                        |                        |                        |
| 64                             | Julia Martisova                | 11º                            | 144                               | Gema Pasqual Torrecilla           | 62º                               |                        |                        |                        |
| 65                             | Emanuela Azzini                | R                              | 145                               | Dorleta Zorrilla Braceras         | R                                 |                        |                        |                        |
| 66                             | Ellen Suelotto                 | 60º                            | 146                               | Ana Garcia Antequera              | R                                 |                        |                        |                        |
| Team Flexpoint                 | Team Flexpoint                 | Team Flexpoint                 | Team Hitec Products-UCK           | Team Hitec Products-UCK           | Team Hitec Products-UCK           |                        |                        |                        |
| 71                             | Mirjam Melchers                | 30                             | 151                               | Danielle Bekkering                | R                                 |                        |                        |                        |
| 72                             | Loes Gunnewijk                 | 2                              | 152                               | Eyelien Bekkering                 | R                                 |                        |                        |                        |
| 73                             | Trine Schmidt                  | 75                             | 153                               | Tone Hatteland                    | R                                 |                        |                        |                        |
| 74                             | Susanne Ljungskog              | 72                             | 154                               | Sissel Kulseth Østvold            | R                                 |                        |                        |                        |
| 75                             | Iris Slappendel                | 37                             | 155                               | Helen Osland                      | R                                 |                        |                        |                        |
| 76                             | Saskia Elemans                 | 70                             | 156                               | Margriet Helena Kloppenburg       | R                                 |                        |                        |                        |